# Magan
Pour les articles homonymes, voir Magan (homonymie).

Moyen-Orient et Indus, fin du : Dilmun, Magan, Meluhha

Carte de l'expansion de l'Empire achéménide

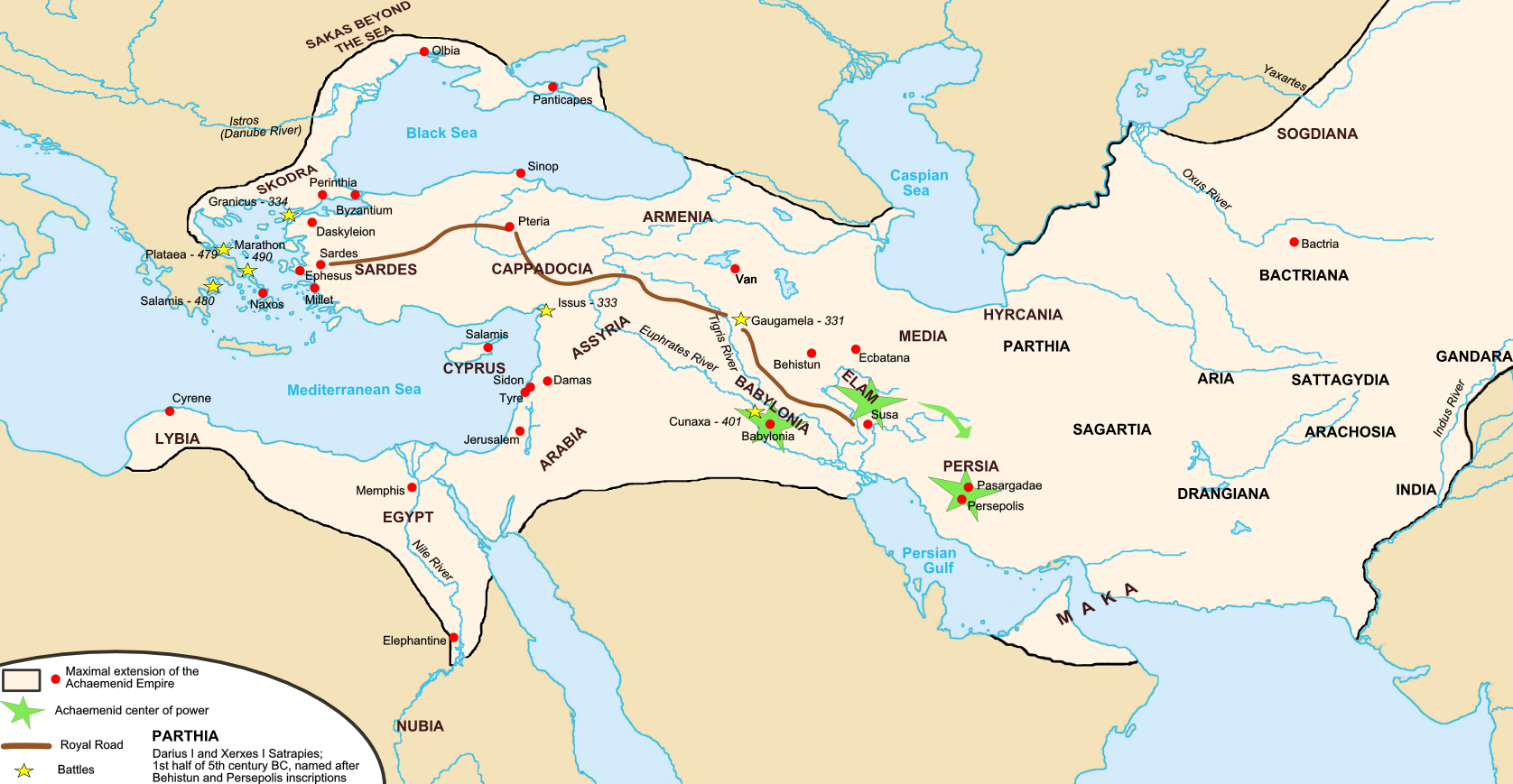
L'empire achéménide à son apogée : région de Maka

Empire achéménide : Gédrosie

Magan (ou Makkan) est une région mentionnée dans les textes cunéiformes sumériens aux alentours de 2300 av. J-C  comme une source de cuivre et de diorite pour la Mésopotamie.

## Situation
La plupart des archéologues l'identifieraient avec l'actuel Oman, avec sans doute des ports sur le territoire actuel des Émirats Arabes Unis.
Les relations entre la région de Magan et la Mésopotamie semblent fort anciennes. Dès le milieu du IIIe millénaire, Sargon d'Akkad nous rapporte que des navires mésopotamiens ramènent toutes sortes de richesses du pays de Magan (cuivre, bois, or, argent).
Quelques expéditions militaires seront entreprises à Magan, par des rois d'Akkad. Le fils de Sargon, Man-Ishtushu, en ramènera ainsi des blocs de pierre. Naram-Sin affirmera également avoir organisé une telle expédition, même si les richesses qu'il dit avoir ramenées sont probablement iraniennes.